# 国部毅
國部 毅（くにべ たけし、1954年（昭和29年）3月8日 - ）は、日本の銀行家。元三井住友銀行頭取、三井住友フィナンシャルグループ社長。

## 経歴
東京都出身。埼玉県立浦和高等学校、東京大学経済学部卒業。1976年(昭和51年)、住友銀行入行。財務企画部長、経営企画部長、取締役専務執行役員を経て、2011年4月より、三井住友銀行頭取。2013年4月及び2016年4月より各1年間、全銀協会長。ペンシルベニア大学・ウォートン・スクールにてMBA取得。2012年の役員報酬は1億2700万円、2013年の役員報酬は1億2800万円。2017年4月1日、三井住友フィナンシャルグループ社長に就任。2019年4月1日、同会長に就任。2021年10月26日、宮田孝一が死去したため三井住友銀行会長を兼任。2023年4月1日、銀行会長を退任。2025年6月27日、三井住友フィナンシャルグループ会長退任。

## 業績・評価
企画部時代にMOF（大蔵省）担として現在の財務省、金融庁につながる旧大蔵省人脈を生かして出世街道に乗ったとされる。西川善文頭取(当時)が全国銀行協会会長に就任すると、別室の事務方のトップに座り、金融界と霞が関の調整役を務め、その後は奥正之前頭取の懐刀と呼ばれるようになる。特に政官界に幅広い人脈を持つとされ、早くから内外の関係者が共通して「ポスト奥」の最有力候補としてきた。大和証券SMBCと、三井住友FGが買収した日興コーディアル証券との統合交渉が失敗したことで、一時は次期頭取は厳しくなったのではないかといわれたこともある。